# Ura na nihalo
Úra na nihálo (nihalna ura ali ura nihalka) je mehanska naprava za merjenje časa z nihalom. Do približno leta 1930 so bile najnatančnejše ure ure na nihalo. Ure na nihalo ne morejo pravilno delovati na vozilih, ker pospeški vozila vplivajo na nihalo in povzročajo nepravilnosti v delovanju. Za navigacijo se uporabljajo prenosni kronometri.

## Zgodovina
Egipčani so za računanje časa verjetno šteli nihaje obešene uteži.
Mehansko uro na nihalo sta po vsej verjetnosti izumila Galilei in njegov sin Vicenzio. Galilei je okoli leta 1582 raziskoval gibanje nihala in celo narisal skico ure. Nikoli pa je ni izdelal. Uro na nihalo je leta 1656 prvi izdelal Huygens. Huygensova ura je imela napako manjšo od 1 minute na dan. To je bilo do tedanjega časa najbolj natančno. Njegove kasnejše izvedbe so imele napako že manj kot 10 sekund na dan. 
Leta 1657 je uro Huygens patentiral. V nekaj tednih si je angleški urar Ahasuerus Fromanteel zagotovil pravice za izdelavo in začel tradicijo izdelave angleških velikih stoječih ur z nihalom.
Okoli leta 1675 je Huygens razvil nihajno kolo in vzmetni sklop, ki ju še vedno najdemo v današnjih zapestnih urah. Ta izboljšava je omogočila prenosne ure iz 17. stoletja, z napako do 10 minut na dan. Leta 1671 je William Clement v Londonu začel izdelovati ure s »sidrno«, oziroma »povratno« kotvico, kar je bila precejšnja izboljšava preprostega vretena, saj nanjo manj vpliva gibanje nihala.
Leta 1721 je George Graham zmanjšal napako ure na nihalo do 1 sekunde na dan s pomočjo uravnovešenja dolžine nihala zaradi temperaturnih sprememb.
Ure na nihalo so sestavljene iz več delov:
Nihalo niha z obstoječim nihajnim časom. Da ura teče enakomerno, so nihala izdelana tako, da se njihova dolžina ne spreminja pri temperaturnih spremembah. Harrison je izboljšal Grahamov mehanizem in izumil rešetkasto kompenzacijsko nihalo, ki uporablja različna temperaturna raztezka medeninastih in jeklenih palic in razvil nihalo brez raztezkov, ter zmanjšal tudi trenje. Astronomska nihala so velikokrat izdelali iz staljenega kremena, katerega temperaturni raztezek je zelo majhen.
Površina nihal je velikokrat zglajena in oblikovana aerodinamično, da so naključni vplivi turbulentnega zračnega toka čim manjši. V poznem 19. in zgodnjem 20 stoletju so zaradi še večje natančnosti delovala urna nihala na astronomskih observatorijih v vakuumu.

## Kotve
Kotva poganja nihalo, po navadi s pogonskega zobnika. Ta del pri delovanju oddaja značilen glas ure. Kotve so v dveh stanjih, v zapornem in pogonskem. V zapornem stanju se ne premika nič. Gibanje nihala preklopi kotvo v pogonsko stanje in kotva potisne nihalo za del nihajne poti.
Pri kotvah se pojavljata dva problema: ali zastanejo ali pa preskakujejo. Preskok enega samega kroga v tisočem hodu je dovolj, da je ura že zelo nenatančna.
Kotva je del ure, ki se najbolj obrablja, saj se giblje najhitreje. Učinkovitost kotvine oblike in s tem količina energije, ki se pri gibanju nihala pretvori, neposredno vpliva na čas delovanja ure na nihalo med dvema navijanjema.